# Electric Jimi Hendrix
Electric Jimi Hendrix je kompilacijski album britansko-američkog rock sastava The Jimi Hendrix Experience. Diskografska kuća Track Records izdala je album 1968. godine ali je ubrzo po objavljivanju povuče te je stoga prodan vrlo mali broj primjeraka. Album sadrži drugu i četvrtu stranu LP-a Electric Ladyland.

## Popis pjesama
| 1. | »Still Raining, Still Dreaming« | Jimi Hendrix | 4:25 |
| 2. | »House Burning Down«            | Hendrix      | 4:32 |
| 3. | »All Along the Watchtower«      | Bob Dylan    | 4:00 |
| 4. | »Voodoo Child (Slight Return)«  | Hendrix      | 5:13 |

| 5. | »Little Miss Strange«          | Noel Redding | 2:52 |
| 6. | »Long Hot Summer Night«        | Hendrix      | 3:27 |
| 7. | »Come On (Part 1)«             | Earl King    | 4:09 |
| 8. | »Gypsy Eyes«                   | Hendrix      | 3:43 |
| 9. | »Burning of the Midnight Lamp« | Hendrix      | 3:39 |

## Izvođači
The Jimi Hendrix Experience
- Jimi Hendrix – prvi vokal, električna gitara, bas-gitara u skladbama "House Burning Down", "Long Hot Summer Night", "All Along the Watchtower" i "Gypsy Eyes", prateći vokali u skladbi "Long Hot Summer Night", električno čembalo i mellotron u skladbi "Burning of the Midnight Lamp", producent
- Noel Redding – bas-gitara u skladbama "Voodoo Child (Slight Return)", "Little Miss Strange", "Come On (Part 1)" i "Burning of the Midnight Lamp", prvi vokal, električna gitara i akustična gitara u skladbi "Little Miss Strange"
- Mitch Mitchell – bubnjevi, temple block u skladbi "All Along the Watchtower", prateći vokali u skladbi "Little Miss Strange"

Ostali izvođači
- Buddy Miles – bubnjevi u skladbi "Still Raining, Still Dreaming"
- Mike Finnigan – orgulje u skladbi "Still Raining, Still Dreaming"
- Larry Faucette – konge u skladbi "Still Raining, Still Dreaming"
- Dave Mason – akustična gitara u skladbi "All Along the Watchtower"
- Al Kooper – piano u skladbi "Long Hot Summer Night"
- Chas Chandler – producent
- Eddie Kramer – glazbeni tehničar
- Gary Kellgren – tehničar

## Vanjske poveznice
- Discogs.com - Recenzija albuma